# Песни рыбака
«Песни рыбака» — шестнадцатый «естественный» альбом группы «Аквариум».

## История создания
По словам БГ, идея альбома возникла у него во время посещения Индии, а песни были написаны в разных местах: в Милане, США, Санкт-Петербурге, в Крыму (в частности, в Коктебеле). Несколько песен записаны в Индии с использованием традиционных индийских инструментов.
Дизайн альбома и буклета создан Н. Федосовой при участии БГ.
Презентация релиза прошла 17 мая 2003 года во МХАТе имени Горького. Также на Нашем Радио состоялась радиопрезентация альбома.

## Благодарности
Спасибо Юре и Олегу (Коктебель)

Даниле (Milano)

А. Кадакину (Индия)
Greatest thanks to Nayar Jafri.

Namaste, Bharata!

Спасибо всем, кто помогал в записи этого альбома!

Слава Богу!

## Участники записи
- БГ
- Борис Рубекин
- Альберт Потапкин
- Олег «Шар» Шавкунов
- Андрей Суротдинов
- Владимир Кудрявцев
- Олег Гончаров
- На индийских инструментах играли:
  - Dilruba — Allauddin Khan
  - Sarangi — Ghulam Ali
  - Sitar — Matloob Hussain
  - Tabla — Athar Hussain
  - Percussion — Parveen
  - Flute — Ajay
  - Shennai — Mahavir
  - Santoor — Roshan Ali
  - Percussion — Anirudh Kumar
  - Harmonium — Sajjad Ahmad
  - Percussion — Gagan
  - Swar Mandal — Joginder
  - Tanpura — Gopal
  - Vocal — Bhupinder (Dony)
- В записи также принимали участие:
  - труба — Александр Беренсон
  - кларнет — Фёдор Кувайцев
  - саксофоны — Михаил Костюшкин и Олег Кувайцев
  - тромбон — Алексей Канунников
- Стеклянная музыка — Тимофей Винковский + Игорь Скляров

## Список композиций
Песни — БГ. Музыка — Аквариум.
1. Феечка (4:36)
2. Человек из Кемерово (3:46)
3. Послезавтра (3:37)
4. Морской Конек (3:49)
5. Зимняя Роза (8:38)
6. Пабло (4:41)
7. Туман над Янцзы (4:08)
8. Диагностика Кармы (3:52)
9. Уткина Заводь (3:13)
10. Жёлтая Луна (4:38)

## Факты
- Название посёлка Коктебель, который Гребенщиков посетил незадолго до начала записи альбома, переводится как «край голубых холмов» или «страна синих вершин» (из песни «Феечка»: «Эх, брошу я работать под этим мостом, // Пойду летать феечкой в страну синих вершин»).
- Рефрен песни «Послезавтра» звучит как «Послезавтра я опять буду здесь». Ср.:

— А что вы хотели сказать песней «Завтра меня здесь уже не будет»? — поинтересовался я, поднося воображаемый микрофон к ярко накрашенным губам Зу.

— Песней «Завтра меня здесь уже не будет» я хотел сказать, что завтра я еду отдыхать в Зеленогорск и вернусь только послезавтра, — важно изрек Зу, приняв соответствующую позу и изобразив на лице подобающую мину.

…

— Не люблю я это дело, ну да ладно, ничего не попишешь, счастливо, чувачки! А тебе, Зу, специальное пожелание — удачно съездить в Зеленогорск. Вот тебе название для нового хита: «Послезавтра я опять буду здесь», а можно ещё добавить в скобках: «И тогда вы у меня попляшете».
(Майк Науменко. «Рассказ без названия».)
- Уткина Заводь — название исторического района на окраине Петербурга, на правом берегу Невы.
- На песню «Жёлтая Луна» снят видеоклип.